# Al-Majlisi
Muhammad Baqir Majlesi (d. 1699), også gengivet som Majlesi, Majlessi, Majlisi, Madjlessi, var en velkendt Tolver Shia lærd under safavid-dynastiet i Iran.